# Diplazium bostockii
Diplazium bostockii är en majbräkenväxtart som beskrevs av D. L. Jones.
Diplazium bostockii ingår i släktet Diplazium och familjen Athyriaceae. Inga underarter finns listade i Catalogue  of Life.